# Sir Francis Drake Channel

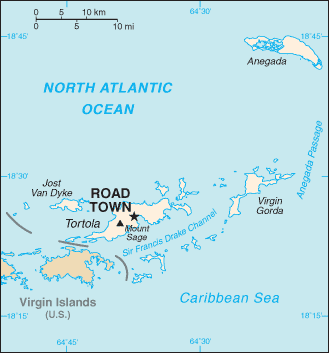
Sir Francis Drake Channel

Sir Francis Drake Channel is een zeestraat gelegen bij de Britse Maagdeneilanden.
De zeestraat scheidt het hoofdeiland Tortola van een aantal kleinere eilanden en is onderdeel van de Caraïbische Zee. De straat is vernoemd naar de Britse ontdekkingsreiziger Francis Drake.